# ナチュラル・ナイロン
ナチュラル・ナイロン(Natural Nylon)は、イギリスで設立されていた映画制作会社。

## 概要
1997年にジュード・ロウ、サディ・フロスト、ジョニー・リー・ミラー、ユアン・マクレガー、ショーン・パートウィー、デイモン・ブライアント(Damon Bryant)、ブラッドリー・アダムス、ジェフ・ディーハンによって設立された。公式な設立年は1997年だが、その数年前からグループは活動している。
多忙を理由にユアン・マクレガーとデイモン・ブライアントが2002年に脱退。2003年にはジュード・ロウが取締役を辞し、まもなく破産した。

## 制作映画
- イグジステンズ （1999年）
- ノーラ・ジョイス 或る小説家の妻（2000年）
- XX/XY（2002年）
- Owning Mahowny（2003年）
- クロムウェル〜英国王への挑戦〜（2003年）
- スカイキャプテン ワールド・オブ・トゥモロー（2004年）